# Borolia percussa
Borolia percussa là một loài bướm đêm trong họ Noctuidae.